# Velké Tresné
Velké Tresné (in tedesco Groß Tresna) è un comune ceco situato nel distretto di Žďár nad Sázavou, nella regione di Vysočina.